# West Mifflin
West Mifflin est un borough situé dans le comté d'Allegheny, en Pennsylvanie, aux États-Unis,. En 2010, il comptait une population de 20 313 habitants. Il est incorporé le 11 décembre 1942.

## Démographie
Lors du recensement de 2010, le borough comptait une population de 20 313 habitants. Elle est estimée, le 1er juillet 2019, à 2 358 habitants.

### Source de la traduction
- (en) Cet article est partiellement ou en totalité issu de l’article de Wikipédia en anglais intitulé « West Mifflin, Pennsylvania » (voir la liste des auteurs).